# Mozdev.org
mozdev.org este un site web care oferă posibilitatea găzduirii proiectelor libere și uneltelor de dezvoltare a software-ului la comunitatea Mozilla. Multe extensii pentru Firefox sunt găzduite pe acest site, dar și extensii pentru Thunderbird și SeaMonkey pot fi găsite aici. Deși înregistrarea este liberă și oricine poate iniția un proiect, dezvoltatorii trebuie să utilizeze o licență aprobată de OSI. Peste 250 de proiecte sunt în prezent în dezvoltare activă la Mozdev.